# Antonio López Guerrero
Antonio López Guerrero, född 13 september 1981 i Benidorm, Valencia, är en spansk före detta fotbollsspelare som avslutade sin karriär i den spanska klubben RCD Mallorca.
Lopez debuterade för dem säsongen 01/02 och hjälpte Atletico återvända till La Liga.